# Tuff E Nuff
Tuff E Nuff o Hey Punk! Are you TUFF E NUFF?, conocido en Japón como Dead Dance (デッドダンス Deddo Dansu?) es un juego de lucha cara a cara de 1993 producido por Jaleco para el Super Nintendo Entertainment System.

## Trama
La historia se desarrolla en una tierra posapocalíptica del año 2151. Para los habitantes de la Tierra parece que la única posibilidad para una vida decente es luchar, en un escenario de "supervivencia del más apto". Un hombre llamado Jado encuentra una poderosa armadura azul de lucha y se llama a sí mismo "El rey de la lucha". Con esta, rápidamente el toma el control del mundo. Utilizando su poder recién descubierto, erige una torre con seis guardias. Muchos intentan tomar el poder de Jado, pero mueren en su intento. Algunas semanas después de la construcción de la torre, un torneo se mantuvo en todo el mundo para ver quién es el más fuerte. De los muchos torneos, sólo cuatro personas son elegidas. Ahora tienen que luchar entre sí para ver quién va a la torre.
Los diálogos de la trama en el modo historia, los epílogos finales y la sangre en las caras de los luchadores severamente lastimados, fueron excluidos de las versiones de EE. UU. / Europa.

## Personajes

### Personajes jugables
- Syoh (翔 Shō?) - De Hokkaidō. Su estilo de pelea es llamado Tenga Haouryuu (Garra Divina).
- Zazi (ザジ Zaji?) - De los Estados Unidos. Su estilo de pelea es Chisou Haouryuu (Garra de Tierra). Él es un cambio de cabeza de Syoh.
- Kotono (琴乃?) - De Kioto, Japón. Su estilo de pelea es Kuki Shindenryuu Ninjutsu.  Ella ejerce puñales kunai.
- Vortz (ヴォルツ Vorutsu?) - de Holanda. Su estilo de pelea es Lucha pesada. Aunque este no es oficial, Vortz tiene algunas similitudes con Rutger Hauer y su personajes de Jugger de la película The Blood of Heroes, este hecho se puede observar mejor en la versión en japonés de la carátula del juego.

### Personajes no jugadores
- Beans (ビーンズ Bīnzu?) - Un luchador de calle punk de Bronx, Nueva York.
- Dolf (ドルフ Dorufu?) - Un especialista de operaciones encubierto de Libia.
- Rei Mizuno (水野 麗 Mizuno Rei?) - Un experto en Kokkenpo, también de Japón. Rei tiene la capacidad de convocar los espíritus que le ayudan en el combate.
- Gajet (ガジェット Gajetto?) - Un luchador de origen desconocido. Él es en realidad un amigo antiguo de Vortz.
- Sirou (紫狼 Shirō?) -  Un ninja de Japón.
- K's (キース Kīzu?) - De Alemania. Su arma para elegir son sus brazos biónicos, que le dan buen alcance en ataques.
- Jado/Jade (ジャドー Jadō?) - El autoproclamado Rey de la Lucha, y el jefe final.